# Probopyrus fluviatilis
Probopyrus fluviatilis är en kräftdjursart som först beskrevs av Weber 1892.  Probopyrus fluviatilis ingår i släktet Probopyrus och familjen Bopyridae. Inga underarter finns listade i Catalogue of Life.